# ポポロクロイス物語 〜ナルシアの涙と妖精の笛
『ポポロクロイス物語 〜ナルシアの涙と妖精の笛』（ポポロクロイスものがたり ナルシアのなみだとようせいのふえ）はセガゲームス（後のセガ）より配信されたスマートフォン（iOS/Android）向けゲームアプリ。開発はepics。

## 概要
2018年5月8日にセガゲームスより配信開始。企画、開発はコンシューマーでリリースされた『ポポロクロイス物語』シリーズも手掛けたepicsが担当した。
その後、運営元がセガゲームスからepicsに移管。2021年11月30日をもってサービス終了した。
時系列としてはピエトロが18歳、ナルシアが19歳となり、第1作『ポポロクロイス物語』から8年後、続編『ポポロクロイス物語II』のエンディングからは3年後の設定となっている。

## 登場人物

### ピエトロ王子とその仲間たち
ピエトロ
声 - 折笠愛
ナルシア
声 - 白鳥由里
白騎士
声 - 江原正士
ガミガミ魔王
声 - 大塚明夫
ジルバ
声 - かないみか
レオナ
声 - 根谷美智子
鬼面童子
声 - 杉田智和
ガボ
声 - 磯部巧幸

### ユリウシア大陸の住人
エレナ
声 - 指出鞠亜
ココ・ドンペリオ
声 - 中村悠一
トト・ゴンザレス
声 - 杉田智和
キララ
声 - 大谷育江
ルンナ
声 - 日岡なつみ
アルバ
声 - 花江夏樹
ロッティ
声 - 日岡なつみ
アイリーン
声 - 上間江望
バール
声 - 水中雅章
イアン
声 - 酒井広大
ジョセフ
声 - 藤原貴弘
アリシア
声 - 松田美弥
ディアナ
声 - 長江里加
ディオス
声 - 早川慧
ディケイド
声 - 三木眞一郎
ナターシャ
声 - 吉岡麻耶
コンラッド
声 - 笹翼
セレスティナ
声 - 秋奈
アルフォンス
声 - 長江里加
ナグロ
声 - 静野隼
セレン
声 - 福圓美里
ナガーノ
声 - 船木亮輔
タラス
声 - 山下大毅
オルガ
声 - 三上枝織
リズ
声 - 木野日菜
ジェシカ
声 - 上間江望
イザベラ
声 - 秋奈
ビョルク
声 - 林大地
コリン
声 - 市川太一
デヴィッド
声 - 石井マーク
カルロ
声 - 森嶋秀太
エリィ
声 - 早瀬莉花
ダイソン
声 - 立木文彦
シーリス
声 - 日笠陽子
フォリア
声 - 内田真礼
エナ
声 - ENA

### ネクロシア大陸の住人
ザマド
声 - 阿部大樹
ルチア
声 - 三上枝織
ラミア
声 - 小原莉子
デイモス
声 - 前内孝文
バラン
声 - 宮田浩徳
アルマ／アルマ王
声 - 阿部大樹／神頼人
ナフィーサ
声 - 森下由樹子
ダンテ
声 - 船木亮輔
カゼ
声 - 鈴木裕斗
スナ
声 - 藤原貴弘
ソラ
声 - 金元寿子
フェネ
声 - 本宮佳奈
メラージャ
声 - 屋代瑠花
バナード
声 - 山﨑晃石
クバル
声 - 佐藤悠雅
ナジュム
声 - 岡部力也
ニスフィ
声 - 福永華子
カレン
声 - 釜澤希莉
レイリイ
声 - 丹治茉莉那
アデス
声 - 水中雅章
ファウスト
声 - 内田雄馬
アーシェラ
声 - 森なな子
クロウ
声 - 酒井広大
リリア／女王リリア
声 - 早瀬莉花／山口恵里佳
アルジェ
声 - 小原莉子
ブライアン
声 - 高橋英則
アルル
声 - 福井裕佳梨
シヴァ
声 - 日笠陽子
ロビン
声 - 関俊彦
ナダル
声 - 鈴木真実
シャダ
声 - 鈴木真実
ラジェ
声 - 根津大輔
エルシオン
声 - 三宅考拓

### その他大陸／夢の世界の住人
ヴァルナス
声 - 山下まみ
タモタモ
声 - 森嶋秀太
ザッパ
声 - 小山剛志
メル
声 - こおろぎさとみ
レパルド
声 - 屋良有作
ミーシャ
声 - 二又一成
キース
声 - 笹翼
カエデ
声 - 若井友希
クローディア
声 - 伊藤彩沙
シャーロット
声 - 長江里加
ホクラニ
声 - 松川央樹
ゼペット
声 - 松川央樹
ラクシャ
声 - 井上桜花
ゼロ
声 - 佐藤未奈子
ナユタ
声 - 島田健司